# مجلة الغد الفلسطينية
مجلة الغد الفلسطينية هي مجلة سياسية اشتراكية اصدرتها رابطة المثقفين العرب في فلسطين (فترة الصدور: 1945-1947). وجريدة الغد هي الجريدة الناطقة بلسان وحال الطالب العربي، يشرف على تحريرها نخبة من الاساتذة والطلبة، صاحب الامتياز والمحرر المسؤول داود ترزي، ومدير شؤون المجلة عبد الله بندك، وقد طبعت مجلة الغد في مطبعة بيت لحم الحديثة.

## هيئة مجلة الغد في البداية وكيف ظهرت
ظهرت مدينة بيت لحم على خارطة الصحافة العربية بعد الحرب العالمية الاولى عندما رجع اليها بعض من الادباء والمثقفين من الغربة، واصدروا في البداية المجلة الادبية «بيت لحم» التي استمرت أكثر من سنة واحدة، ومن ثم تم إصدار العديد من المجلات والصحف مثل مجلة «صوت الشعب» الادبية التي قام بتحريرها الصحافي عيسى البندك الذي أصبح فيما بعدها رئيسا لبلدية بيت لحم.
ولكن ادباء وكتاب بيت لحم لم يتوقفوا عن نشاطهم الادبي، فصدرت في بيت لحم عدة مجلات عربية ادبية وطنية مختلفة، فاصبحت بيت لحم خلال سنوات الانتداب مركزا صغيرا للصحافة العربية. ويبدو ان مجلة «الغد» احتلت مكانا محترما بين المجلات التي صدرت في تلك البلاد.

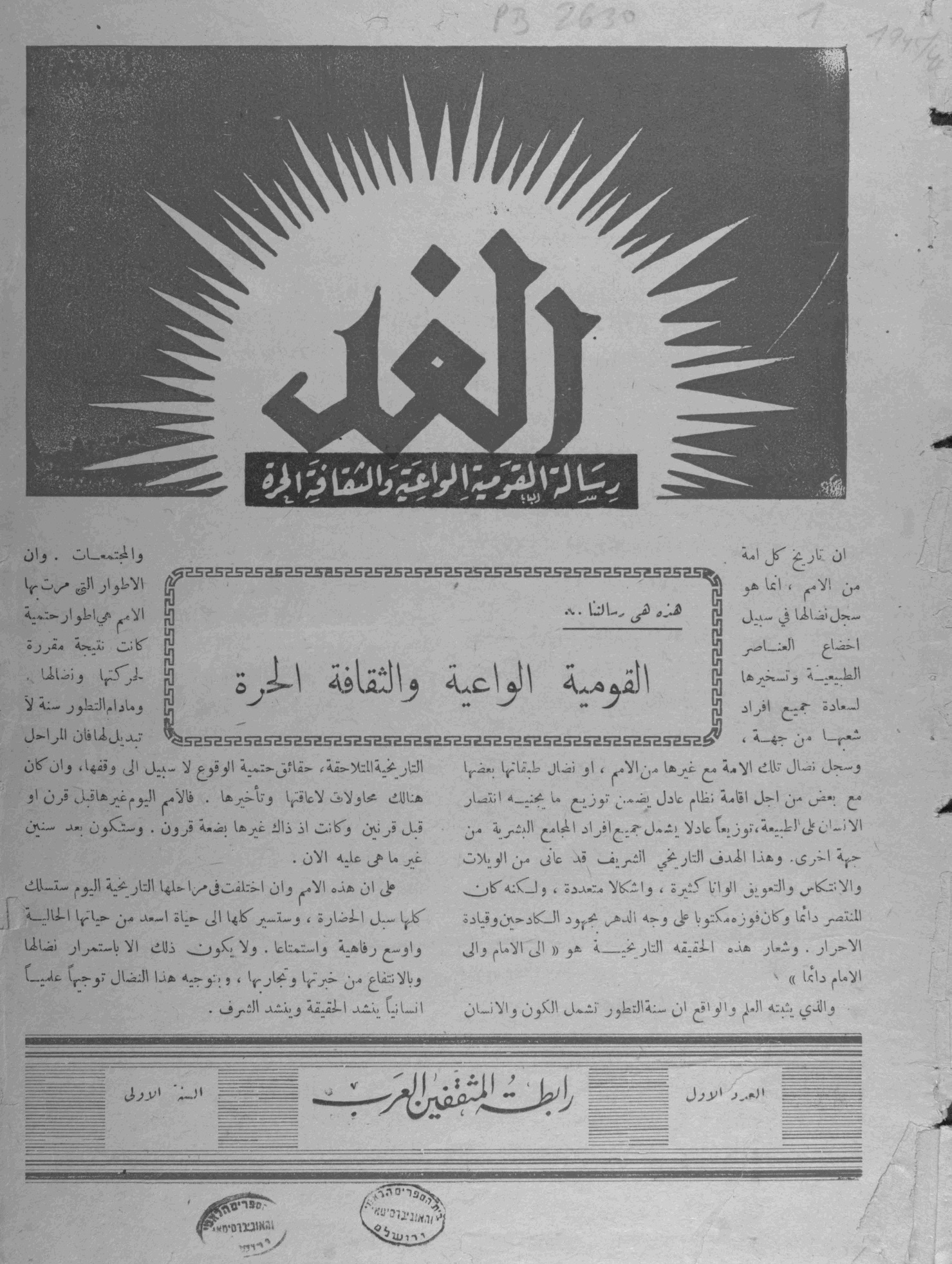
الصفحة الرئيسية لمجلة الغد الفلسطينية

قبل صدور العدد الأول من جريدة الغد، كانت تصدر على شكل ملحق شهري بجريدة «صوت الشعب».

## افتتاحية مجلة الغد، صدورها ومحتواها
يظهر في افتتاحية العدد الأول عنوان فرعي على الصفحة الأولى: «رسالة القومية الواعية والثقافة الحرة» بوصفها رسالة المجلة الرئيسية إضافة إلى العنوان الفرعي «مجلة سياسية ثقافية اجتماعية نصف شهرية (وتيرة الصدور: مرة كل اسبوعين)». ومن هنا يظهر ان مجلة الغد هي مجلة تتمتع بوعي رفيع يستند إلى جو ثقافي وابداعي، وطني وقومي حيث انها لا تقوم على التعصب الوطني أو القومي أو الانتماء الديني. وبحسب ما جاء هناك هي جريدة متعاونة مع بقية الشعوب من اجل تشكيل بيئة واعية وصحية، يمكن للانسان النمو على ارضيتها والابداع بحرية.
عمليا، تشكل هذه الافتتاحية منشورا يدعو إلى ضرورة تكوين وعي قومي «ايجابي» من شان التغلب على الحالة أو الوضع الصعب الذي وجد المجتمع الفلسطيني نفسه فيه نتيجة السلوك السياسي الغير سوي والغير مستقر.
تشير المقالات المنشورة في العدد الأول للمجلة إلى مجمل القيم والمعايير التي استندت اليها المجلة على مدار ثلاث سنوات أي على مدار مدة صدورها.
يعكس عنوان المقالة الأولى المنشورة في العدد الأول بصورة جيدة جدًا الاهداف الرئيسية للمجلة الجديدة، مثل: القضية الفلسطينية، دعوة إلى توحيد الصفوف في سبيل الحكم الوطني. بقلم الاديب والمحامي اللبناني المشهور رئيف خوري (1913-1967). اما المقالة الثانية المنشورة في العدد الافتتاحي فهو بقلم الطبيب خليل بديري، ويحمل العنوان «رسالة الطب والاطباء»، حيث يؤكد الكاتب على حقيقة ان المجتمع الصحي يقوم على انسان وفرد صحي. اما المقالة الثالثة فهي للاديب والصحافي اميل حبيبي «الاستعمار يحكم باساليب جديدة».
كما ويشمل العدد الأول صفحات ادبية مخصصة للشعر والابداع الثقافي وتتضمن تغطية ابداعات لادباء غربيين وكما انه يشمل رسالة موجهة إلى الشبيبة العربية وايضا مقالة في الاقتصاد السياسي وطرف لتكوين اقتصاد وطني ايجابي.
إلى جانب ذلك، فقد نشرت كذلك مقالة بقلم سيدة تميزت بتوقيع حرفين (ر.ب)، حيث تشير هذه المقالة إلى المشاكل الناجمة عن نظرة المجتمع العربي للمراة بصورة عامة واندماجها في المجتمع والاقتصاد والثقافة والسياسة، اذ ان هذا الاندماج سوف يؤدي إلى تشكيل مجتمع صحي ومتفتح أكثر.
من بين 28 مقالة من المقالات التي نشرت في العدد الأول يوجد 20 مقالة كتبها طلاب من بينها واحدة كتبتها طالبة بعنوان «النهضة النسائية»، اما المقالات التي كتبها الطلاب فمن بعض مواضيعها: بعض مصائب الشرق، علموا الفتاة، الشعر، الشعراء، وإلى اخره. وينتسب الطلاب الذين اشتركوا في المجلة إلى مدارس مختلفة، ويظهر ان هذه المجلة عرضت اراء جمعية الطلبة العرب.

## مصطلحات العدد الأول من مجلة الغد
عند صدور العدد الأول، كانت عدد صفحات المجلة 40 صفحة، وعلى الغلاف طبعت العبارات الاتية:
- الغد: لسان رجال الغد.[2]
- رسالتها: احياء ثقافة الجدود وبعث القومية العربية.[2]
- شعارها: امل، حياة، صحة، نشاط، حرية، فكر، ديموقراطية، قوة، نظام، تضحية.[2]
- ساعدوها، اشتركوا فيها، اكتبوا لها...[2]

لقد عاشت هذه المجلة بضعة سنوات بالقابها المختلفة. ففي كل سنة من سنوات حياتها كانت تزيد أو تغير شعاراتها وغاياتها.

## أعضاء المجلة
يعتبر بعض كتاب المجلة مقرّبين جدًا من المعسكر الاشتراكي العربي في البلاد، وبعضهم أعضاء في اتحادات اشتراكية تعترض بشدة على الفكرة الصهيونية والسلطة الانتدابية الرأسمالية غير الديمقراطية. ومن الواضح أن بقية الأعداد الأخرى تتناول بشدة مسألة هوية النظام السياسي وتؤكّد مرة تلو الأخرى على النظام السياسي الديمقراطي والمستوى الثقافي الرفيع.

## توقّف المجلة عن الصدور
ومن غير الواضح تمامًا متى توقّفت المجلة عن الصدور، ولكن من المنطقي الافتراض أن ذلك جرى في بداية فترة أحداث سنة 1948. اشرف على ادارتها وتحريرها في سنتها الرابعة لجنة من الاساتذة والادباء.